# Muziekgebouw aan 't IJ
Muziekgebouw aan 't IJ là một phòng hòa nhạc ở Amsterdam, Hà Lan. Với âm thanh được đánh giá cao, Muziekgebouw aan 't IJ được coi là một trong những phòng hòa nhạc hay nhất trên thế giới cùng với những nơi. Muziekgebouw aan 't IJ có một khu vực hòa nhạc lớn cũng như một khu vực nhỏ hơn dành cho các hội nghị, hội thảo và triển lãm.